# آلين بوغوسيان
آلين بوغوسيان (بالفرنسية: Alain Boghossian)‏ مواليد 27 أكتوبر 1970 في فرنسا، هو لاعب كرة قدم فرنسي سابق كان يلعب كلاعب وسط. سبق له أن لعب في كأس العالم لكرة القدم مع منتخب بلاده.

## المسيرة الاحترافية

### أندية لعب لها
|إجمالي الأهداف=
- نادي إستر
- نادي نابولي
- نادي سامبدوريا
- نادي بارما
- إسبانيول

## الروابط الخارجية
- آلين بوغوسيان على موقع ميوزك برينز (الإنجليزية)
- آلين بوغوسيان على موقع ديسكوغز (الإنجليزية)
- آلين بوغوسيان على موقع الاتحاد الدولي (مؤرشف)  (الإنجليزية)
- آلين بوغوسيان على موقع قاعدة بيانات كرة القدم.إي يو (الإنجليزية)
- آلين بوغوسيان على موقع ليكيب (الفرنسية)
- آلين بوغوسيان على موقع ناشيونال فوتبول تيمز (الإنجليزية)
- آلين بوغوسيان على موقع عالم كرة القدم.نت (الإنجليزية)